# Districte de Zollernalb

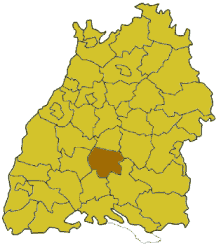
Situació del districte al Land

Zollernalbkreis és un districte (Landkreis) al mig de Baden-Württemberg, Alemanya. El districte està situat al Swabian Alb, i s'hi pot trobar la segona elevació més alta d'aquestes muntanyes, l'Oberhohenberg, de 1101 metres. Al sud-est el districte gairebé arriba fins al riu Danubi.
El districte va ser creat l'1 de gener, 1973 quan els dos districtes previs, Balingen i Hechingen, van ser fusionats.
Els districtes veïns són (des de nord en el sentit de les agulles del rellotge) Tübingen, Reutlingen, Sigmaringen, Tuttlingen, Rottweil i Freudenstadt.

## Escut d'armes
L'escut d'armes mostra dos quarters en blanc i negre a l'esquerra, dels Hohenzollern, i als dos quarters de la dreta s'hi pot observar una asta de cérvol, com el símbol de Württemberg. Gairebé tots els districtes de l'àrea van pertànyer històricament als dos estats.

## Ciutats (Städte) i municipis (Gemeinden)
| Ciutats (Städte) | Municipis (Gemeinden) |
| --- | --- |
| 1. Albstadt 2. Balingen 3. Burladingen 4. Geislingen 5. Haigerloch 6. Hechingen 7. Meßstetten 8. Ostdorf 9. Rosenfeld 10. Schömberg | 1. Bisingen 2. Bitz 3. Dautmergen 4. Dormettingen 5. Dotternhausen 6. Grosselfingen 7. Hausen am Tann 8. Jungingen 9. Nusplingen 10. Obernheim 11. Rangendingen 12. Ratshausen 13. Straßberg 14. Weilen unter den Rinnen 15. Winterlingen 16. Zimmern Unter Der Burg |
| Verwaltungsgemeinschaften | 1. Bisingen 2. Bitz 3. Dautmergen 4. Dormettingen 5. Dotternhausen 6. Grosselfingen 7. Hausen am Tann 8. Jungingen 9. Nusplingen 10. Obernheim 11. Rangendingen 12. Ratshausen 13. Straßberg 14. Weilen unter den Rinnen 15. Winterlingen 16. Zimmern Unter Der Burg |
| 1. Albstadt 2. Balingen 3. Bisingen 4. Hechingen 5. Meßstetten 6. Oberes Schlichemtal 7. Winterlingen                               | 1. Bisingen 2. Bitz 3. Dautmergen 4. Dormettingen 5. Dotternhausen 6. Grosselfingen 7. Hausen am Tann 8. Jungingen 9. Nusplingen 10. Obernheim 11. Rangendingen 12. Ratshausen 13. Straßberg 14. Weilen unter den Rinnen 15. Winterlingen 16. Zimmern Unter Der Burg |